# Федина Дарина
Дарина Федина (нар.; 15 серпня 2001, Львів) — українська акторка, грає у Львівському академічному театру імені Леся Курбаса. Відома своєю дебютною роллю в телесеріалі «Спіймати Кайдаша».

## Біографія
Народилася у Львові.
У 2018 році закінчила гімназію Шептицьких. Тоді ж переїхала до Києва і вступила до національного університету театру, кіно і телебачення ім. Карпенка-Карого на факультет театрального мистецтва (майстер курсу — Богдан Бенюк).
Першою роллю Дарини на телебаченні стала головна роль Мелашки в трагічній комедії «Спіймати Кайдаша», прем'єра якої відбулася навесні 2020 року..

## Освіта
- 2018-2022 Київський національний університет театру, кіно і телебачення імені Івана Карпенка-Карого, майстерня Богдана Бенюка
- 2022-2023 Львівський національний університет імені Івана Франка, факультет культури і мистецтв, акторський курс Миколи Берези

## Акторські роботи
Дипломні роботи:
- 2022 Малбері, «Карʼєра Артуро Уї, яку можна було спинити» Б. Брехт, режисер – О. Щурська
- 2022 Анарда, «Собака на сіні» Лопе де Вега, режисер – Богдан Бенюк

Львівський академічний театр ім. Леся Курбаса:
- 2022 хор, «Апокрифи» за Лесею Українкою
- 2022 Монголи, Тухольці, «Захар Беркут» за Іваном Франком
- 2023 Мавпенята, Пиявиці, Хор, «Благодарний Еродій» Григорій Сковорода
- 2023 Потерча «Лісова пісня» за Лесею Українкою
- 2023 Пейслі, «Пастка розуму» за Ентоні Горовіцем

Арт-центр ім. І. Козловського: 2019-2022 Любов Степанівна, «#ДОДОМУ», режисер - О. Щурська

## Роботи у кіно
- Мелашка, серіал “Спіймати Кайдаша”, режисер - О. Тіменко
- Марія, короткий метр “Марія”, режисер - В. Одуденко
- Абітурієнтка, студентський короткий метр “Абітурієнт”, режисер - М. Ігнатьков
- кінодрама “Нелоліта”, режисер – С. Литвинов,
- студентський кіно-етюд “Тебе тут немає”, режисер – М. Гусак
- Аліса, фільм «Дім за склом», режисер – Т. Дронь, (work in progress)
- Марія, фільм «Щастя», режисер – В. Одуденко, (work in progress)
- Іра, серіал «Перевізниця», режисери – А. Непиталюк, Є. Тунік, (work in progress)